# Dubrava kod Šibenika
Dubrava kod Šibenika nebo též pouze Dubrava je vesnice v Chorvatsku v Šibenicko-kninské župě. Je součástí opčiny města Šibenik, od něhož se nachází asi 5 km východně. V roce 2011 zde trvale žilo 1 185 obyvatel. Nejvíce obyvatel (1 537) zde žilo v roce 1953.
Do roku 1961 se vesnice oficiálně nazývala pouze Dubrava, poté byla přejmenována na Dubrava kod Šibenika (Dubrava u Šibeniku) kvůli tomu, aby se její jméno nepletlo s jinými vesnicemi, protože je název Dubrava v Chorvatsku běžný (např. Dubrava (Chorvatsko) nebo Dubrava (Ston)). I nadále je však vesnice na dopravních značeních označována pouze jako Dubrava.
Nedaleko Dubravy kod Šibenika prochází dálnice A1 a rychlostní silnice D33. Dělí se na několik částí, jako jsou Donje Protege, Gojanovići, Grubišići, Junakovići, Jurasi, Južni Škugori, Protege, Rakovo Selo, Reljići, Sjeverni Škugori, Šišci a Vukorepe.

## Sousední sídla
| Růžice kompasu | Bilice               |             | Gradina       | Růžice kompasu |
| Růžice kompasu |                      | Sever       | Danilo Biranj | Růžice kompasu |
| Růžice kompasu | Dubrava kod Šibenika |             | Danilo Biranj | Růžice kompasu |
| Růžice kompasu | Jih                  |             | Danilo Biranj | Růžice kompasu |
| Růžice kompasu | Šibenik              | Donje Polje | Vrpolje       | Růžice kompasu |